# Miguel C. Aljovín
Miguel Cecilio Aljovín del Castillo (Lima, Perú; 22 de noviembre de 1872-Lima; 30 de enero de 1958) fue un médico y catedrático universitario peruano. Destacó en el campo de la cirugía ginecológica.

## Biografía
Hijo del también médico Miguel Aljovín de Lama, y de Adela del Castillo y Navarrete. Muy joven, viajó a bordo del transporte Constitución, que zarpó del Callao y bordeó el continente con dirección a la selva peruana, vía el estrecho de Magallanes y el río Amazonas, llegando hasta Pará (1896). 
Estudió en la Facultad de Medicina de la Universidad Mayor de San Marcos, donde se graduó y doctoró de médico cirujano (1901). Se especializó en el campo de la cirugía ginecológica. Entre otras hazañas quirúrgicas, realizó la primera operación de apendicitis en el Perú, en una época en que todavía se dudaba de esa técnica (1902); y realizó con éxito una operación de riñón descolgado (nefropexia). 
En su alma mater fue catedrático de la Facultad de Medicina y Principal de Ginecología (por concurso). Fue además director de la Maison de Santé; cirujano del Hospital Arzobispo Loayza; delegado del Perú al Congreso Internacional Americano de Medicina e Higiene de Buenos Aires; miembro titular de la Academia Nacional de Medicina, de la Sociedad Peruana de Cirugía, de la Academia de Cirugía de París, del Colegio Americano de Cirujanos y de la Asociación Internacional de Cirujanos. Editó la Gaceta de los Hospitales entre 1903 y 1910.
A decir de Basadre fue un «hombre bondadoso y sencillo, muy útil en la vida social e institucional». Dejó una escuela de fieles discípulos. Su busto ha sido colocado en una plazuela situada frente a la sede del Ministerio de Salud Pública.
Fue presidente del Rotary Club de Lima de 1930 a 1931.